# Buonanotte all'Italia
Buonanotte all'Italia è il secondo ed ultimo singolo estratto dal greatest hits di Luciano Ligabue Primo tempo pubblicato nel 2007. Il singolo anticipa l'uscita di Secondo tempo, secondo greatest hits del cantautore, ed il tour di aprile.
Il brano è uscito in radio all'inizio del 2008 e si è classificato come uno dei più trasmessi.

## Video
Il video della canzone vede Ligabue cantare il brano in una grande sala affiancato da varie immagini della storia d'Italia e dei seguenti personaggi celebri: Giovanni Falcone, Paolo Borsellino, Sandro Pertini, Gino Bartali e Fausto Coppi, Federico Fellini, Pier Paolo Pasolini, Vittorio De Sica, Gina Lollobrigida, Marcello Mastroianni, Anna Magnani, Mina, Enzo Ferrari, Peppino De Filippo, Totò, Fernanda Pivano, Anna Magnani, Roberto Benigni, Dino Zoff, Luciano Pavarotti, Alberto Sordi, Ennio Morricone, Franco e Ciccio, Fabrizio De André, papa Giovanni XXIII, Domenico Modugno, Valentino Rossi, Marco Pantani, il Grande Torino, Mike Bongiorno, Rita Levi-Montalcini, Umberto Eco, Raimondo Vianello, Aldo Fabrizi, Giorgio Gaber, Francesco Guccini, Sophia Loren, Luigi Tenco, Lelio Luttazzi, Massimo Troisi, Francesca Schiavone, Enzo Biagi, Dario Fo, Aldo Moro, Enrico Berlinguer, Augusto Daolio, Edoardo Sanguineti, Paolo Panelli, Fernandel, Gino Cervi, Ugo Tognazzi, Nino Manfredi, Alda Merini, papa Giovanni Paolo I, papa Paolo VI e Vittorio Gassman.

## Crediti
- Testo e musica di Luciano Ligabue
- Produzione artistica di Corrado Rustici. Arrangiamenti: Corrado Rustici e Ligabue. Produzione esecutiva: Claudio Maioli per Zoo Aperto. Registrato e mixato da David Fraser presso i Plant Studios, Sausalito, California - Assistito da Mike Boden
- Musicisti:
  - Corrado Rustici: chitarre, tastiere, trattamenti e programming
  - Michael Urbano Batteria
  - Sean Hurley: basso
  - Frank Martin: piano

## Classifiche
| Classifica (2007) | Posizione massima |
| ----------------- | ----------------- |
| Italia            | 14                |